# Contournement Nord d'Angers
Pour un article plus général, voir Rocade d'Angers.
Le contournement Nord d'Angers, emprunté par l'autoroute A11, est, depuis 2008, la partie nord de la rocade d'Angers.

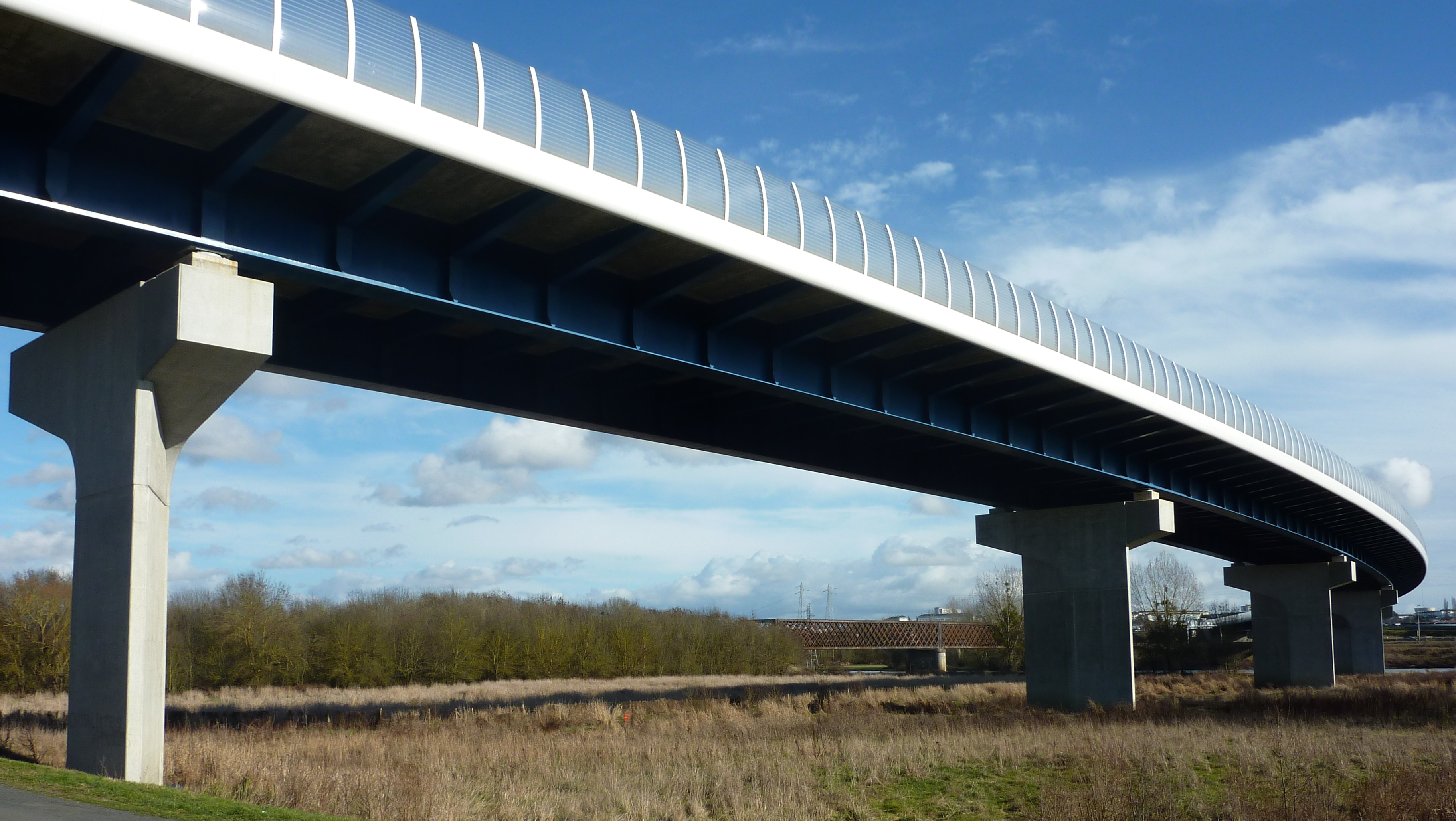
Le viaduc de la Maine vu depuis la rive ouest.

## Historique
Construite au début des années 1980, l'autoroute A11 appelée l'Océane, reliant Paris à Nantes, s’interrompait de part et d’autre, aux portes d’Angers. La RN 23 assurait, au cœur de la ville, la continuité entre les deux portions. Prévu initialement le 31 août 2008, le prolongement de l’autoroute A11 est achevé depuis le 24 avril 2008. Angers se contourne désormais par le nord. Ce contournement ouvre de nouvelles perspectives pour l’avenir de ce tronçon de la RN 23, déclassée en route départementale 323.
En mai 2004, les engins de chantier commencent le terrassement. Quatre ans de travaux sont nécessaires pour réaliser ce nouveau tronçon. Longue de 18 km, la liaison comporte 1 700 m de tranchée couverte, cinq échangeurs et un viaduc de 530 m sur la Maine.
Il accueille, selon l'enquête publique 2018 sur l'élargissement à 2X3 voies à l'ouest, près de 36 000 véhicules par jour ouvrable.

## Financement
Le coût du chantier s'est élevé à 450 millions d'euros, répartis comme suit :
- Cofiroute, 95 % (environ 426 M€)
- Collectivités locales, 5 % (environ 25 M€)
  - Angers Loire Métropole, 2 % (environ 10 M€)
  - Région Pays de la Loire, 1,5 % (environ 7 M€)
  - Département de Maine-et-Loire, 1 % (environ 5 M€)
  - Ville d'Angers, 0,5 % (environ 2 M€)

## Viaduc de la Maine
- Longueur : 532,50 m ;
- Portées des travées : 7 travées de 63 m et 2 travées de 44 m ;
- Largeur tablier : 20,90 m, à 2 × 2 voies ;
- Structure métallique : 2 700 tonnes ;
- Béton : 8 900 m3 ;
- Armatures : 1 300 tonnes ;
- Fondations sur pieux : entre 6 et 20 m de profondeur.

Le viaduc de la Maine est composé de 9 travées, constituées d'une dalle de béton armé, supportée par 2 poutres métalliques longitudinales reliées par des poutres métalliques transversales. Les emprises foncières acquises permettront la construction d’un deuxième viaduc afin de porter l'autoroute 2 × 3 voies si le trafic le nécessite. La longueur et l’emplacement exacts ont été étudiés pour ne pas perturber l’écoulement de la Maine et permettre de franchir la zone inondable de la rive droite. La hauteur des piles, de 10 à 15 m, a été calculée pour permettre la navigation.
Cet ouvrage d’art trouve sa place entre le pont de chemin de fer et le pont Jean-Moulin. Le maire est intervenu pour obtenir un écran acoustique transparent le long du viaduc. Ainsi, le point de vue sur la Maine et l’île Saint-Aubin reste visible pour les automobilistes.
Son doublement est prévu à l'horizon 2023.

## Tranchée couverte
- Longueur : 1 700 m ;
- Largeur : 28,50 m ;
- Conçue pour être élargie à terme à 2 × 3 voies ;
- Béton : 75 000 m3 ;
- Armatures : 7 500 tonnes ;
- Déblais : 626 000 m3 ;
- Remblais : 250 000 m3 ;
- Matériaux drainants : 17 700 m3.

La tranchée couverte se déploie sous les quartiers du Bois du Roy, du Champ des Martyrs, de Nazareth, de Capucins-Verneau. Elle offre un espace de 10 hectares à disposition des villes d’Angers et d’Avrillé pour leur développement. Elle est constituée de 2 tubes de 13,30 m de large, un pour chaque sens de circulation.

## Élargissement à l'est
Le tronçon est, entre l'échangeur de Gâtignolle et la sortie 15 (Angers-centre), est élargi de 2 à 3 voies dans chaque sens afin d'absorber le trafic venant de la rocade est (autoroute A87 nord).

## Échangeurs desservant Angers
- 15 : Angers-Centre / M.I.N / CHU ;
- 16 : Angers-Nord / Avrillé-Centre / Terra Botanica ;
- 17 : Angers-Ouest / Angers-Sud / Avrillé-Z.I / Beaucouzé / Montreuil-Juigné.